# Лео Ортіс
Лео Ортіс (порт. Léo Ortiz, нар. 3 січня 1996, Порту-Алегрі) — бразильський футболіст, центральний захисник клубу «Фламенго».

## Клубна кар'єра
Народився 3 січня 1996 року в місті Порту-Алегрі. Вихованець юнацьких команд «Інтернасьйонала». У дорослому футболі дебютував 2017 року виступами за головну команду клубу, у якій того року взяв участь у 13 матчах чемпіонату. 
Згодом з 2018 по 2019 рік грав на правах оренди за «Спорт Ресіфі» та «Ред Булл Бразіл».
2019 року уклав повноцінний контракт із «Ред Булл Брагантіно» і відіграв за його команду наступні п'ять сезонів своєї ігрової кар'єри.
2024 року став гравцем «Фламенго». Того ж року виграв у його складі Лігу Каріока.

## Виступи за збірну
Не маючи досвіду виступів за національну збірну Бразилії, 2021 року був дозаявлений до її складу для участі у домашньому для неї тогорічному розіграші Кубка Америки замість травмованого Феліпе. Утім ані на самому турнірі, ані після того в офіційних іграх за національну команду так і не дебютував.

## Титули і досягнення
- Переможець Ліги Каріока (1):

«Фламенгу»: 2024
- Володар Кубка Бразилії (1):

«Фламенгу»: 2024
- Володар Суперкубка Бразилії (1):

«Фламенгу»: 2025